# Борови
Борови (Pinaceae) е семейство растения, включващо повечето иглолистни от умерените ширини на Северното полукълбо, като борове, ели и смърчове.
С 220 – 250 вида, разделени в 11 рода, Борови е най-разнообразното семейство иглолистни и второто по географско разпространение след Кипарисови (Cupressaceae). Негови представители се срещат в по-голямата част от Северното полукълбо от субарктичните до екваториалните области, като само 1 вид е разпространен и на юг от екватора в Югоизточна Азия.

## Описание
Представителите на семейство Борови са предимно дървета, по-рядко храсти, достигащи от 2 до 100 m височина, и с изключение на родовете Лиственица (Larix) и Pseudolarix са вечнозелени. Повечето видове са еднодомни, с противоположни или завити клони и спирално подредени, линейни (игловидни) листа. Женските шишарки са по-големи (2 – 60 cm) и обикновено дървесни, с многобройни спирално разположени люспи и по две семена на всяка люспа, а мъжките са по-малки (0,5 – 6 cm) и падат скоро след опрашването; разпръскването на полените става чрез вятъра. Разпространението на семената също става предимно чрез вятъра, но някои видове имат големи семена с малки крилца и се разпространяват от птици. Вариациите в размера на шишарките в семейството вероятно са резултат от вариациите на механизмите за разпръскване на семена, налични в техните среди с течение на времето. Всички борови със семена, тежащи по-малко от 90 мг, изглежда са адаптирани за разпръскване от вятъра. Боровете със семена, по-тежки от 100 мг, е по-вероятно да са се възползвали от адаптирани видове, които насърчават разпръскването от животни, особено от птици. Боровите, които продължават да съществуват в райони с изобилие на дървесни катерици, изглежда не са се адаптирали към разпръскване от птици.
Бореалните иглолистни дървета имат много адаптации за зимата. Тясната конусовидна форма на северните иглолистни дървета и техните увиснали надолу крайници им помагат да отделят сняг и много от тях сезонно променят биохимията си, за да станат по-устойчиви на замръзване, чрез процес наречен „втвърдяване“.

## Родове
- Подсемейство Pinoideae
  - Pinus – Бор (около 115 вида)
- Подсемейство Piceoideae
  - Picea – Смърч (около 35 вида)
- Подсемейство Laricoideae
  - Cathaya (1 вид)
  - Larix – Лиственица (около 14 вида)
  - Pseudotsuga – Дугласка ела (5 вида)
- Подсемейство Abietoideae
  - Abies – Ела (около 50 вида)
  - Cedrus – Кедър (2 – 4 вида)
  - Pseudolarix (1 вид)
  - Keteleeria (3 вида)
  - Nothotsuga (1 вид)
  - Tsuga (9 вида)